# Seed Productions
Seed Productions ist eine ehemalige Filmproduktionsgesellschaft mit Hauptsitz in Los Angeles sowie einer australischen Zweigstelle. Sie wurde von Schauspieler Hugh Jackman und Produzent John Palermo gegründet.

## Produktionen
- 1998: Sucker: The Vampire
- 2002: Legend of the Phantom Rider
- 2004: The Hollow
- 2008: Deception – Tödliche Versuchung
- 2009: X-Men Origins: Wolverine